# The Forbidden Quest
The Forbidden Quest és un fals documental de 1993 escrit i dirigit per Peter Delpeut.
La pel·lícula va guanyar el 1994 el Premi Especial del Jurat Internacional de Cinema Fantastic al Fantasporto (també conegut com a Festival Internacional de Cinema do Porto) a Portugal. 

La pel·lícula va guanyar el Premi Especial del Jurat de 1993 al Nederlands Film Festival (també conegut com Nederlandse Filmdagen) Es va estrenar als cinemes dels Països Baixos el 8 d'abril de 1993.

## Argument
Un documentalista escolta parlar de J.C. Sullivan que potser coneix el destí del "Hollandia", un vaixell noruec que va navegar a l'Antàrtida el 1905 i va desaparèixer. J.C. Sullivan va ser el fuster d'aquell viatge desafortunat i és l'últim membre de la tripulació supervivent conegut del Hollandia. El cineasta entrevista a Sullivan, que també és capaç de subministrar-li contenidors d'antigues pel·lícules que donen suport als relats increïbles que descriu Sullivan.
La pel·lícula, feta el 1993, es presenta com un documental de 1941 d'una sèrie d'esdeveniments ocorreguts el 1905. El metratge de l'expedició fictícia és d'altres expedicions polars de l'època. Aquests clips estan intercalats amb l'entrevista de J.C. Sullivan.

## Repartiment
- Joseph O'Conor com a J.C. Sullivan
- Roy Ward com a entrevistador/cineasta

## Recepció
A The New York Times Janet Maslin va lloar el "poder honest de les escenes d'arxiu de la pel·lícula" alhora que va condemnar la seva narrativa com a lenta, portentosa i mal escrita.